# غفورف (شهر)
شهر باباجان غفورف (به تاجیکی: Бобоҷон Ғафуров) در ولایت سغد در کشور تاجیکستان واقع شده‌است. جمعیت این شهر براساس سرشماری سال ۲۰۱۴ میلادی، ۱۸٬۱۰۰ نفر بوده‌است.